# Бурмосово (Ярославская область)
Бурмосово — деревня в Ярославском районе Ярославской области России, входит в состав Карабихского сельского поселения. 

## География
Расположена в 9 км на юго-восток от центра поселения деревни Карабиха и в 18 км к югу от Ярославля. 

## История
Церковь в селе построена в 1796 году на средства прихожан. Престолов было два: Благовещения Пресвятой Богородицы и Святого Чудотворца Николая.
В конце XIX — начале XX село входило в состав Еремеевской волости Ярославского уезда Ярославской губернии.
С 1929 года село входило в состав Карабихского сельсовета Ярославского района, с 2005 года — в составе Карабихского сельского поселения.

## Население
| 1859 | 2007 | 2010 |
| ---- | ---- | ---- |
| 215  | ↘32  | ↘6   |